# Werner Canders
Werner Canders (25 de março de 1914 - 23 de abril de 1993) foi um oficial alemão que serviu durante a Segunda Guerra Mundial. Foi condecorado com a Cruz de Cavaleiro da Cruz de Ferro.

## História
Canders entrou para o 14º Regimento de Infantaria no ano de 1931, estando um ano mais tarde na segunda companhia, e no ano de 1933 no 16. (Unteroffizier-Lehr-) Kompanie. Comandou um regimento de observação em Berlim entre o final do mês de agosto até o mês de outubro de 1934.
Ao início da Segunda Guerra Mundial, Canders estava com a patente de Zugführer, entrando em seguida para o 5º Batalhão do 43º Regimento de Infantaria no dia 1 de fevereiro de 1940. Recebeu o comando do III./I.R. 408 no dia 22 de dezembro de 1942.
Devido ao seu comando em combate de sua unidade ao sul de Ladoga-Sees em Gaitolowo, Canders foi condecorado com a Cruz de Cavaleiro da Cruz de Ferro no dia 6 de abril de 1944.
Foi gravemente ferido no dia 8 de junho de 1944, retornando ao serviço ativo somente no dia 5 de dezembro de 1944 quando ingressou na reserva do OKH, vindo a tornar-se líder do G.R. 270 no dia 10 de dezembro de 1944. Tornou-se líder de um Regimentskampfgruppe da 58ª Divisão de Infantaria no dia 27 de fevereiro de 1945.
Se tornou prisioneiro de guerra dos britânicos no mês de maio de 1945, sendo libertado somente no dia 11 de janeiro de 1946.

## Carreira

### Patentes
| 1931 | Soldat        |
| 1933 | Obergrenadier |
| 1934 | Gefreiter     |
| 1934 | Unteroffizier |
| 1936 | Feldwebel     |
| 1936 | Oberfeldwebel |
| 1940 | OA            |
| 1940 | Leutnant      |
| 1940 | Oberleutnant  |
| 1942 | Hauptmann     |
| 1944 | Major         |

### Condecorações
| Dienstauszeichnung IV. Klasse       | 1 de abril de 1935   |
| Cruz de Ferro 2ª Classe             | 2 de outubro de 1939 |
| Cruz de Ferro 1ª Classe             | 19 de julho de 1940  |
| Infanterie-Sturmabzeichen in Silber | 23 de agosto de 1941 |
| Cruz Germânica em Ouro              | 28 de julho de 1942  |
| Ostmedaille                         | 29 de julho de 1942  |
| Verwundetenabzeichen in Gold        | 17 de março de 1943  |
| Ehrenblattspange des Heeres         | 28 de abril de 1943  |
| Nahkampfspange in Silber            | 9 de junho de 1944   |
| Cruz de Cavaleiro da Cruz de Ferro  | 6 de abril de 1944   |